# Сосновка (Иванковский район)
Сосновка (укр. Соснівка) — село, входит в Иванковский район Киевской области Украины.
Население по переписи 2001 года составляло 311 человек. Почтовый индекс — 07203. Телефонный код — 4591. Занимает площадь 3 км². Код КОАТУУ — 3222086404.

## История
В 1946 г. указом ПВС УССР село Оцитель переименовано в Сосновку

## Местный совет
07263, Київська обл., Іванківський р-н, с. Феневичі